# Anopheles deemingi
Anopheles deemingi är en tvåvingeart som beskrevs av Michael William Service 1970. Anopheles deemingi ingår i släktet Anopheles och familjen stickmyggor.
Artens utbredningsområde är Nigeria. Inga underarter finns listade i Catalogue of Life.